# Haluzice (Slovacchia)
Haluzice (in ungherese Gallyas) è un comune della Slovacchia facente parte del distretto di Nové Mesto nad Váhom, nella regione di Trenčín.